# Athirat Jantrapho
Athirat Jantrapho (thailändisch อธิราช จันทโพธิ์; * 3. November 2006) ist ein thailändischer Fußballspieler.

## Karriere
Athirat Jantrapho erlernte das Fußballspielen in der Jugend vom Sukhothai FC. Im Alter von 16 Jahren wechselte zu Beginn der Saison 2023/24 in die erste Mannschaft vom Sukhothai FC. Sein Erstligadebüt für den Verein aus Sukhothai gab Jantrapho am 7. Oktober 2023 (7. Spieltag) im Heimspiel gegen den BG Pathum United FC. Bei der 1:2-Heimniederlage wurde er in der 81. Minute für Surawich Logarwit eingewechselt.